# NGC 2325
NGC 2325 je galaksija u zviježđu Velikom psu.

## Vanjske poveznice
- SEDS: NGC 2325